# Standardní molární entropie
Standardní molární entropie je entropie jednoho molu dané látky za standardních podmínek (např. teplota, tlak)., značí se S° a jednotkou je joule na mol a kelvin (J mol−1 K−1. Na rozdíl od standardní slučovací entalpie nemá chemický prvek ve standardním stavu nulovou standardní molární entropii (to by nastalo jen při absolutní nule).
Standardní molární entropie determinuje spontaneitu chemické reakce. Podle druhého termodynamického zákona spontánní chemické procesy vždy vedou ke zvýšení součtu entropie systému a okolí.